# ジョセフ・エブヤ

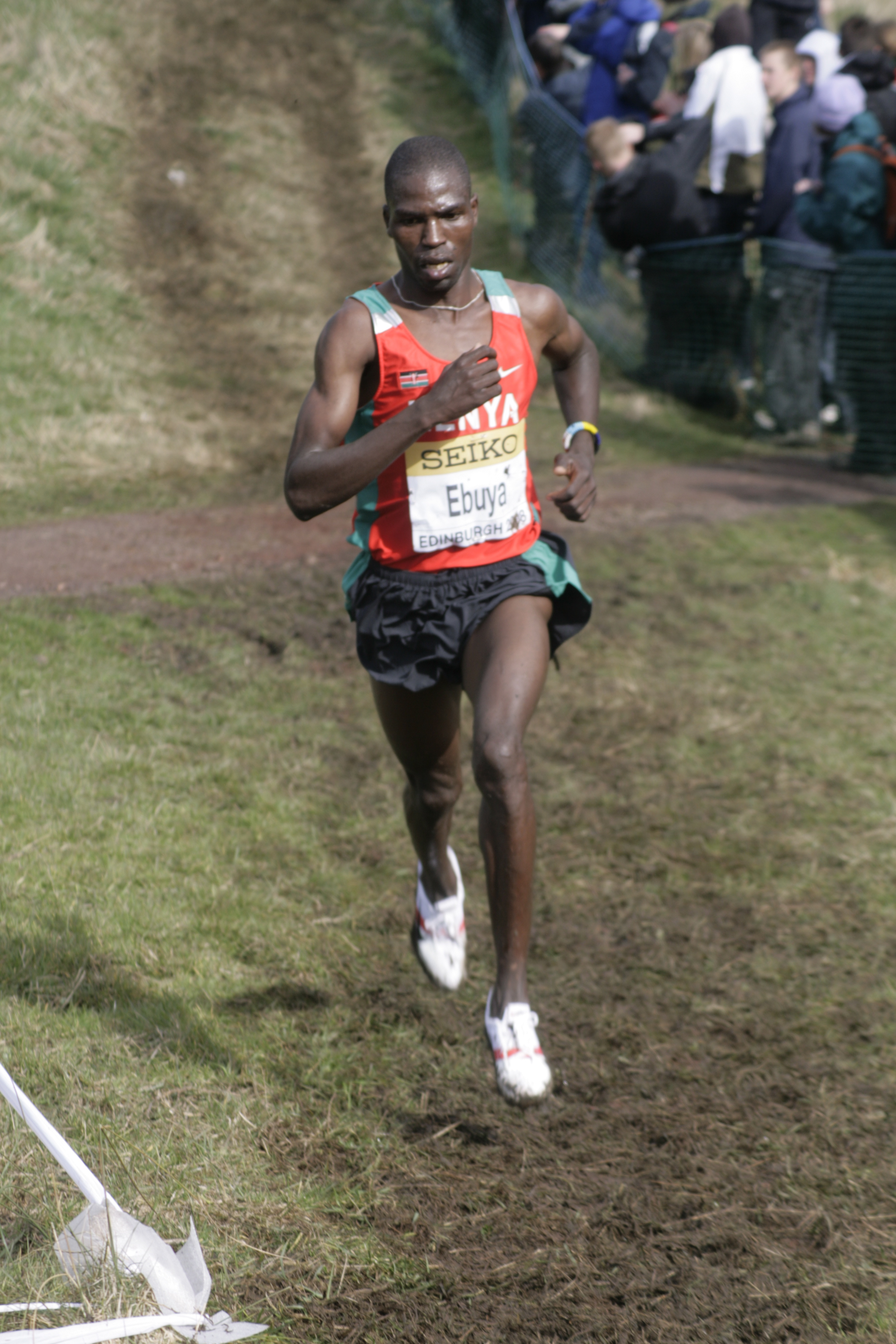
2008年、エディンバラ世界クロスカントリー選手権でのエブヤ

ジョセフ・エブヤ（Joseph Ebuya、1987年6月20日 - ）はケニアの陸上競技選手。専門は長距離走。2010年第38回世界クロスカントリー選手権優勝者。身長168cm、体重66kg。
エブヤはトゥルカナ族であるが、トゥルカナではなくニャフルル生まれの珍しい選手である。ケニア中部の街エルドレットに近いカプタガトにあるペーススポーツマネージメントのトレーニングセンターを練習拠点にしている。
2006年福岡市で開催された第34回世界クロスカントリー選手権ではジュニア4位。第11回世界ジュニア陸上競技選手権大会では5000mに出場し3位、10000mでは28分53秒46の自己新記録をマークし2位となった。2007年のIAAFワールドアスレチックファイナル3000mでは2位に入った。2009年世界陸上競技選手権ベルリン大会では5000m13位。
2010年1月9日のエディンバラクロスカントリー国際大会でエリウド・キプチョゲやケネニサ・ベケレらを破り優勝した。3月28日第38回世界クロスカントリー選手権シニアでは、前年第37回大会2位のモーゼス・キプシロ（3位）や同大会優勝者ゲブレ・エグジャバー・ゲブレマリアム（10位）らを抑え優勝した。

## 主な戦績
| 年   | 大会                                 | 開催地             | 種目     | 順位 | 記録       | 備考                         |
| ---- | ------------------------------------ | ------------------ | -------- | ---- | ---------- | ---------------------------- |
| 2006 | 第34回世界クロスカントリー選手権     | 福岡市             | ジュニア | 4位  | 23分59秒   |                              |
| 2006 | 第18回コモンウェルスゲームズ         | メルボルン         | 5000m    | 4位  | 13分05秒89 |                              |
| 2006 | 第11回世界ジュニア陸上競技選手権大会 | 北京               | 5000m    | 3位  | 13分42秒93 |                              |
| 2006 | 第11回世界ジュニア陸上競技選手権大会 | 北京               | 10000m   | 2位  | 28分53秒46 | 自己新記録                   |
| 2006 | IAAFワールドアスレチックファイナル   | シュトゥットガルト | 3000m    | 8位  | 7分43秒41  |                              |
| 2007 | IAAFワールドアスレチックファイナル   | シュトゥットガルト | 3000m    | 2位  | 7分49秒70  |                              |
| 2007 | IAAFワールドアスレチックファイナル   | シュトゥットガルト | 5000m    | 4位  | 13分40秒43 |                              |
| 2008 | 第36回世界クロスカントリー選手権     | エディンバラ       | シニア   | 4位  | 34分47秒   | 国別対抗ケニア代表として優勝 |
| 2009 | 世界陸上競技選手権ベルリン大会       | ベルリン           | 5000m    | 13位 | 13分39秒59 |                              |
| 2010 | 第38回世界クロスカントリー選手権     | ビドゴシチ         | シニア   | 優勝 | 33分00秒   |                              |

## 記録
- 3000m - 7分34秒62（2008年）
- 5000m - 12分51秒00（2007年）
- 10000m - 28分53秒46（2006年）